# Tanytarsus linderi
Tanytarsus linderi är en tvåvingeart som beskrevs av Maurice Emile Marie Goetghebuer 1942. Tanytarsus linderi ingår i släktet Tanytarsus och familjen fjädermyggor.
Artens utbredningsområde är Österrike. Inga underarter finns listade i Catalogue of Life.